# 20-XX
Classificazione delle ricerche matematiche: sezioni di livello 1

00-XX 01 03 05 06 08 | 11 12 13 14 15 16 17 18 19 20 22 | 26 28 30 31 32 33 34 35 37 39 40 41 42 43 44 45 46 47 49 | 
 51 52 53 54 55 57 58 | 60 62 65 68 | 70 74 76 78 | 80 81 82 83 85 86 | 90 91 92 93 94 97-XX
20-XX è la sigla della sezione primaria dello schema di classificazione MSC dedicata alla teoria dei gruppi e delle strutture algebriche generalizzazioni dei gruppi.
Questa pagina presenta la struttura ad albero delle sue sottosezioni secondarie e terziarie.

## 20-XX
teoria dei gruppi e generalizzazioni
- 20-00 opere di riferimento generale (manuali, dizionari, bibliografie ecc.)
- 20-01 esposizione didattica (libri di testo, articoli tutoriali ecc.)
- 20-02 presentazione di ricerche (monografie, articoli di rassegna)
- 20-03 opere storiche {!va assegnato almeno un altro numero di classificazione della sezione 01-XX}
- 20-04 calcolo automatico esplicito e programmi (non teoria della computazione o della programmazione)
- 20-06 atti, conferenze, collezioni ecc.

## 20Axx
fondamenti
- 20A05 assiomatica e proprietà elementari
- 20A10 considerazioni metamatematiche {per problemi della parola, vedi 20F10}
- 20A15 applicazioni della logica alla teoria dei gruppi
- 20A99 argomenti diversi dai precedenti, ma in questa sezione

## 20Bxx
gruppi di permutazioni
- 20B05 teoria generale per gruppi finiti
- 20B07 teoria generale per gruppi infiniti
- 20B10 teoremi di caratterizzazione
- 20B15 gruppi primitivi
- 20B20 gruppi finiti più volte transitivi
- 20B22 gruppi infiniti più volte transitivi
- 20B25 gruppi finiti di automorfismi di strutture algebriche, geometriche o combinatoriche (vedi anche 05Bxx, 12F10, 20G40, 20H30, 51-XX])
- 20B27 gruppi infiniti di automorfismi [vedi anche 12F10]
- 20B30 gruppi simmetrici
- 20B35 sottogruppi di gruppi simmetrici
- 20B40 metodi computazionali
- 20B99 argomenti diversi dai precedenti, ma in questa sezione

## 20Cxx
teoria delle rappresentazioni dei gruppi
{per gli anelli di rappresentazione e per gli anelli di Burnside, vedi 19A22}
- 20C05 anelli gruppo di gruppi finiti e loro moduli [vedi anche 16S34]
- 20C07 anelli gruppo di gruppi infiniti e loro moduli [vedi anche 16S34]
- 20C08 algebre di Hecke e loro rappresentazioni
- 20C10 rappresentazioni intere di gruppi finiti
- 20C11 rappresentazioni p-adiche di gruppi finiti
- 20C12 rappresentazioni intere di gruppi infiniti
- 20C15 rappresentazioni ordinarie e caratteri
- 20C20 rappresentazioni modulari e caratteri
- 20C25 rappresentazioni proiettive e moltiplicatori
- 20C30 rappresentazioni di gruppi simmetrici finiti
- 20C32 rappresentazioni di gruppi simmetrici infiniti
- 20C33 rappresentazioni di gruppi finiti del tipo Lie
- 20C34 rappresentazioni di gruppi sporadici
- 20C35 applicazioni delle rappresentazioni dei gruppi alla fisica
- 20C40 metodi computazionali
- 20C99 argomenti diversi dai precedenti, ma in questa sezione

## 20Dxx
gruppi finiti astratti
- 20D05 classificazione di gruppi semplici e non risolubili
- 20D06 gruppi semplici: gruppi alterni e gruppi del tipo Lie [vedi anche 20Gxx, 22Exx]
- 20D08 gruppi semplice: gruppi sporadici
- 20D10 gruppi risolubili, teoria delle formazioni, classi di Schunck, classi di Fitting, π-lunghezza, ranghi [vedi anche 20F17]
- 20D15 gruppi nilpotenti, p-gruppi
- 20D20 sottogruppi di Sylow, proprietà di Sylow, π-gruppi, π-strutture
- 20D25 sottogruppi speciali (di sottogruppo di Frattini, sottogruppo di Fitting ecc.)
- 20D30 serie e reticoli di sottogruppi
- 20D35 sottogruppi subnormali
- 20D40 prodotti di sottogruppi
- 20D45 automorfismi
- 20D60 problemi aritmetici e combinatori
- 20D99 argomenti diversi dai precedenti, ma in questa sezione

## 20Exx
struttura e classificazione di gruppi infiniti o finiti
- 20E05 gruppi non Abeliani liberi
- 20E06 prodotti liberi, prodotti liberi con amalgamazione, estensioni di Higman-Neumann-Neumann e generalizzazioni
- 20E07 teoremi sui sottogruppi; crescita dei sottogruppi
- 20E08 gruppi che agiscono su alberi [vedi anche 20F65]
- 20E10 quasivarietà e varietà di gruppi
- 20E15 catene e reticoli di sottogruppi, sottogruppi subnormali [vedi anche 20F22]
- 20E18 limiti, gruppi profiniti
- 20E22 estensione, prodotti intrecciati ed altre composizioni [vedi anche 20J05]
- 20E25 proprietà locali
- 20E26 proprietà residuali e generalizzazioni
- 20E28 sottogruppi massimali
- 20E32 gruppi semplici [vedi anche 20D05]
- 20E34 teoremi strutturali generali
- 20E36 teoremi generali concernenti automorfismi di gruppi
- 20E42 gruppi con una BN-coppia; edifici [vedi anche 51E24]
- 20E45 classi di coniugio
- 20E99 argomenti diversi dai precedenti, ma in questa sezione

## 20Fxx
aspetti speciali dei gruppi infiniti o finiti
- 20F05 generatori, relazioni e presentazioni
- 20F06 teoria della cancellazione; applicazione dei diagrammi di van Kampen [vedi anche 57M05]
- 20F10 problemi della parola, altri problemi di decisione, connessioni con la logica e gli automi [vedi anche 03B25, 03D05, 03D40, 06B25, 08A50, 68Q70]
- 20F11 gruppi con rango di Morley finito [vedi anche 03C45, 03C60
- 20F12 calcolo dei commutatori
- 20F14 serie derivate, serie centrali e generalizzazioni
- 20F16 gruppi risolubili, gruppi supersolubili [vedi anche 20D10]
- 20F17 formazioni di gruppi, classi di Fitting [vedi anche 20D10]
- 20F18 gruppi nilpotenti [vedi anche 20D10]
- 20F19 generalizzazioni dei gruppi risolubili e dei gruppi nilpotenti
- 20F22 altre classi di gruppi definite mediante catene di sottogruppi
- 20F24 FC-gruppi e loro generalizzazioni
- 20F28 gruppi di automorfismi di gruppi [vedi anche 20E36]
- 20F29 rappresentazioni di gruppi come gruppi di automorfismi di sistemi algebrici
- 20F34 gruppi fondamentali e loro automorfismi [vedi anche 57M05, 57Sxx]
- 20F36 gruppi di Braid; gruppi di Artin
- 20F38 gruppi altri collegati alla topologia o all'analisi
- 20F40 strutture di Lie associate
- 20F45 condizioni di Engel
- 20F50 gruppi periodici; gruppi localmente finiti
- 20F55 riflessioni e gruppi di Coxeter [vedi anche 22E40, 51F15]
- 20F60 gruppi ordinati [vedi principalmente 06F15]
- 20F65 teoria geometrica dei gruppi [vedi anche 05C25, 20E08, 57Mxx]
- 20F67 gruppi iperbolici e gruppi nonpositivamente curvati
- 20F69 proprietà asintotiche dei gruppi
- 20F70 geometria algebrica sui gruppi; equazioni sui gruppi
- 20F99 argomenti diversi dai precedenti, ma in questa sezione

## 20Gxx
gruppi algebrici lineari
(gruppi classici) {per la teoria aritmetica, vedi 11E57, 11H56; per la teoria geometrica, vedi 14Lxx, 22Exx; per altri metodi nella teoria delle rappresentazioni, vedi 15A30, 22E45, 22E46, 22E47, 22E50, 22E55}
- 20G05 teoria delle rappresentazioni
- 20G07 teoria strutturale
- 20G10 teoria della coomologia
- 20G15 gruppi algebrici lineari sopra campi arbitrari
- 20G20 gruppi algebrici lineari sopra i reali, i complessi, i quaternioni
- 20G25 gruppi algebrici lineari sopra campi locali e loro interi
- 20G30 gruppi algebrici lineari sopra campi globali e loro interi
- 20G35 gruppi algebrici lineari sopra adeli e sopra altri anelli e schemi
- 20G40 gruppi algebrici lineari sopra campi finiti
- 20G41 gruppi eccezionali
- 20G42 gruppi quantistici (algebre di funzioni quantizzate) e loro rappresentazioni [vedi anche 16W35, 17B37, 81R50]
- 20G43 algebre di Schur e algebre q-Schur
- 20G44 gruppi di Kac-Moody
- 20G45 applicazioni alla fisica
- 20G99 argomenti diversi dai precedenti, ma in questa sezione

## 20Hxx
altri gruppi di matrici
[vedi anche 15A30]
- 20H05 gruppi unimodulari, sottogruppi di congruenza [vedi anche 11F06, 19B37, 22E40, 51F20]
- 20H10 gruppi Fuchsiani e loro generalizzazioni [vedi anche 11F06, 22E40, 30F35, 32Nxx]
- 20H15 altri gruppi geometrici, inclusi i gruppi cristallografici [vedi anche 51-XX, 51F15, 82D25]
- 20H20 altri gruppi di matrici sopra campi
- 20H25 altri gruppi di matrici sopra anelli
- 20H30 altri gruppi di matrici sopra campi finiti
- 20H99 argomenti diversi dai precedenti, ma in questa sezione

## 20Jxx
connessioni con l'algebra omologica e la teoria delle categorie
- 20J05 metodi omologici in teoria dei gruppi
- 20J06 coomologia di gruppi finiti
- 20J15 categoria dei gruppi
- 20J99 argomenti diversi dai precedenti, ma in questa sezione

## 20Kxx
gruppi Abeliani
- 20K01 gruppi Abeliani finiti
- 20K10 gruppi di torsione, gruppi primari e gruppi primari generalizzati
- 20K15 gruppi senza torsione, rango finito
- 20K20 gruppi senza torsione, rango infinito
- 20K21 gruppi misti
- 20K25 somme dirette, prodotti diretti ecc.
- 20K27 sottogruppi
- 20K30 automorfismi, omomorfismi, endomorfismi ecc.
- 20K35 estensioni
- 20K40 metodi omologici e categoriali
- 20K45 metodi topologici [vedi anche 22A05, 22B05]
- 20K99 argomenti diversi dai precedenti, ma in questa sezione

## 20Lxx
gruppoidi (i.e. categorie piccole nelle quali tutti i morfismi sono isomorfismi) {per insiemi muniti di una singola operazione binaria, vedi 20N02; per i gruppoidi topologici, vedi 22A22, 58H05}
- 20L05 gruppoidi (i.e. categorie piccole nelle quali tutti i morfismi sono isomorfismi) {per insiemi muniti di una singola operazione binaria, vedi 20N02; per i gruppoidi topologici, vedi 22A22, 58H05}
- 20L99 argomenti diversi dai precedenti, ma in questa sezione

## 20Mxx
semigruppi
- 20M05 semigruppi liberi, generatori e relazioni, problema della parola
- 20M07 varietà di semigruppi
- 20M10 teoria strutturale generale
- 20M11 teoria radicale
- 20M12 teoria degli ideali
- 20M13 teoria aritmetica dei monoidi
- 20M14 semigruppi commutativi
- 20M15 applicazioni dei semigruppi
- 20M17 semigruppi regolari
- 20M18 semigruppi inversi
- 20M19 semigruppi ortodossi
- 20M20 semigruppi di trasformazioni ecc. [vedi anche 47D03, 47H20, 54H15]
- 20M25 semianelli di? gruppo, semigruppi moltiplicativi di anelli [vedi anche 16S36, 16Y60]
- 20M30 rappresentazioni dei semigruppi; azioni di semigruppi su insiemi
- 20M32 monoidi algebrici
- 20M35 semigruppi nella teoria degli automi, nella linguistica ecc. [vedi anche 03D05, 68Q70, 68T50]
- 20M50 connessioni dei semigruppi con l'algebra omologica e la teoria delle categorie
- 20M99 argomenti diversi dai precedenti, ma in questa sezione

## 20Nxx
altre generalizzazioni dei gruppi
- 20N02 insiemi con una singola operazione binaria (gruppoidi)
- 20N05 loops, quasigruppi [vedi anche 05Bxx]
- 20N10 sistemi ternari (mucchi?heaps, semiheaps, heapoids ecc.)
- 20N15 sistemi n-ari
- 20N20 ipergruppi
- 20N25 gruppi sfumati [vedi anche 03E72]
- 20N99 argomenti diversi dai precedenti, ma in questa sezione

## 20P05
metodi probabilistici in teoria dei gruppi [vedi anche 60Bxx]
- 20P05 metodi probabilistici in teoria dei gruppi [vedi anche 60Bxx]
- 20P99 argomenti diversi dai precedenti, ma in questa sezione